# NGC 4818
NGC 4818 је спирална галаксија у сазвежђу Девица која се налази на NGC листи објеката дубоког неба.
Деклинација објекта је - 8° 31' 30" а ректасцензија 12h 56m 48,9s. Привидна величина (магнитуда) објекта NGC 4818 износи 11,3 а фотографска магнитуда 12,1. Налази се на удаљености од 21,5000 милиона парсека од Сунца. NGC 4818 је још познат и под ознакама MCG -1-33-57, IRAS 12542-0815, PGC 44191.